# John James (aktor)
John James, właśc. John James Anderson (ur. 18 kwietnia 1956 w Minneapolis) – amerykański aktor i producent filmowy. Odtwórca roli Jeffreya „Jeffa” Brodericka Colby’ego w operze mydlanej Aarona Spellinga Dynastia (1981–1989), za którą w 1986 był nominowany do Złotego Globu dla najlepszego aktora drugoplanowego w serialu, miniserialu lub filmie telewizyjnym.

## Życiorys

### Wczesne lata
Urodził się i dorastał w Minneapolis w stanie Minnesota jako jeden z dwóch synów Theresy Marie Kirchoff, montażystki wytwórni filmowej i Herba Oscara Andersona, legendarnego nowojorskiego radiowca disc jockeya. W dzieciństwie nie miał żadnych ambicji i planów zawodowych, wolał obserwować przez lornetkę ptaki. Rodzina zaczęła się niepokoić, zanim podjął za namową ojca studia aktorskie na American Academy of Dramatic Arts na Manhattanie.

### Kariera
W latach 1977–1978 grał rolę Toma „Juniora” Bergmana w operze mydlanej CBS Search for Tomorrow. W 1978 zadebiutował na scenie Tiffany’s Attic Theatre w Kansas City w Missouri w roli Dona Baxtera w spektaklu Motyle są wolne Leonarda Gershe’a.
Od 13 stycznia 1981 do 11 maja 1989 na antenie ABC grał rolę Jeffa Colby’ego, spadkobiercy petrodolarowej fortuny w operze mydlanej Dynastia, za którą w 1983 otrzymał nagrodę Bravo Otto, przyznawaną przez dwutygodnik niemiecki dla młodzieży „Bravo” dla ulubionego gwiazdora telewizyjnego, a w 1984 zajął drugie miejsce w plebiscycie na ulubionego gwiazdora telewizyjnego „Bravo”. Rola Jeffa Colby’ego w spin-off Dynastia Colbych (The Colbys, 1985-1987) przyniosła mu w 1986 i 1988 nominację do Soap Opera Digest Award dla ulubionej super pary z Emmą Samms w serialu Primetime Special. W 1989 kandydował do roli agenta 007 w szesnastym filmie z cyklu przygód Jamesa Bonda Licencja na zabijanie, którą jednak ostatecznie zagrał Timothy Dalton. Powrócił jako Jeff Colby w sequelu Aaron Spelling Productions Dynastia: Pojednanie (Dynasty: The Reunion, 1991). 
Nagrał dwa single: „This Time” (1984) z niemiecką piosenkarką Heidi Brühl i „Painted Dreams” (1985). W komedii telewizyjnej CTV Television Network Partnerzy w miłości (Partners 'n Love, 1992) został obsadzony w roli dynamicznego technokraty.
Wystąpił w operze mydlanej CBS As the World Turns (2003-2004) jako Eric ‘Rick’ Decker i ABC Wszystkie moje dzieci (All My Children, 2006-2007) w roli Jeffa Martina, a także w filmach takich jak dramat sensacyjny Na ratunek (Icebreaker, 2000) z udziałem Seana Astina, Bruce’a Campbella i Stacy’ego Keacha, dreszczowiec Niebezpieczeństwo (Peril, 2000) z Morgan Fairchild i Michaelem Paré, katastroficzny dramat fantastycznonaukowy Niebo w błyskawicach (Lightning: Fire from the Sky, 2001) z Jesse Eisenbergiem, Stacym Keachem i Johnem Schneiderem oraz dreszczowiec Chronology (2016) z Williamem Baldwinem i Dannym Trejo.
Od 26 września 1995 do 10 marca 1996 grał na Broadwayu jako Tony Wendice w przedstawieniu M jak morderstwo u boku Nancy Allen i Roddy’ego McDowalla.
W 2005 został producentem komedii fantastycznonaukowej Kosmitki na nielegalu (Illegal Aliens) z udziałem Anny Nicole Smith. W dramacie biogarficznym Roberta Davi Mój syn łowca (My Son Hunter, 2022) wcielił się w prezydenta USA Joego Bidena.
W 2018 w Judson Theatre Company w Pinehurst w Karolinie Północnej wystąpił jako kapitan Arthur Keller w sztuce Williama Gibsona Cudotwórczyni (The Miracle Worker).

## Życie prywatne
W 1989 roku zawarł związek małżeński z Denise Coward, ex-Miss Australii 1978, z którą ma córkę Laurę Ellen (ur. 18 listopada 1990) i syna Philipa (ur. 1992).

## Filmografia

### Filmy
- 2000: Na ratunek (Icebreaker) jako agent Langley
- 2000: Niebezpieczeństwo (Peril) jako Scott
- 2007: Kosmitki na nielegalu (Illegal Aliens) jako Wielki Tony

### Filmy TV
- 1984: To nie jest wasz syn (He’s Not Your Son) jako Ted Barnes
- 1987: Nawiedzony przez jej przeszłość (Haunted by Her Past) jako Eric Beckett
- 1991: Dynastia: Pojednanie (Dynasty: The Reunion) jako Jeffrey Broderick ‘Jeff’ Colby
- 1992: Partnerzy miłości (Partners 'n Love) jako Carey Mays
- 2001: Niebo w błyskawicach (Lightning: Fire From the Sky) jako Porter Randall

### Seriale
- 1977-78: Search for Tomorrow jako Tom ‘Junior’ Bergman #3
- 1981-89: Dynastia (Dynasty) jako Jeffrey „Jeff” Broderick Colby
- 1982: Fantastyczna wyspa (Fantasy Island)
- 1982: Statek miłości (The Love Boat) jako dr van Damme
- 1984: Poszukiwacz zagubionej miłości (Finder of Lost Loves) jako ojciec Michael Bretton
- 1985-87: Dynastia Colbych (The Colbys) jako Jeff Colby
- 1998: Dotyk anioła (Touched by an Angel) jako Sam Carver
- 1998: Statek miłości: Następna fala (The Love Boat: The Next Wave) jako Ray Kennedy
- 2000: Pacific Blue
- 2003-2008: As the World Turns jako Eric ‘Rick’ Decker
- 2006-2007: Wszystkie moje dzieci (All My Children) jako Jeff Martin

## Dyskografia
- 1984: This Time b/w Fooling Around (z Heidi Brühl)
- 1985: Painted Dreams b/w Sleeping In Your Arms Again